# 阿德里安·波佩斯库
阿德里安·波佩斯库（羅馬尼亞語：Adrian Popescu，1960年7月26日—），罗马尼亚男子足球运动员，司职后卫。他曾代表罗马尼亚国家队参加1990年国际足联世界杯，结果队伍止步十六强。